# Postotak
U matematici, postotak je način izražavanja broja kao razmjernog dijela na 100. Obično se označava znakom postotka, "%". Primjerice, 45 % (čitano kao "četrdeset-pet posto") jednako je 45 / 100, ili 0,45.
Postotci se koriste za izražavanje koliko je velika jedna količina u odnosu na drugu količinu. Prva količina obično predstavlja dio od, ili promjenu u odnosu na, drugu količinu, koja treba biti veća od nule. Primjerice, povećanje od 1,50 kn na cijenu od 25,00 kn predstavlja povećanje za 1,50 / 25,00 = 0,06. Izraženo kao postotak, to je povećanje od 6 %.
Premda se postotci obično koriste za izražavanje brojeva između 0 i 1, postotkom se može iskazati bilo koji bezdimenzionalni omjer. Primjerice, 111 % je 1,11 odnosno −0,35 % je −0,0035.
Simbol postotka (%) razvio se od simbola koji je predstavljao skraćenicu za talijanski izraz per cento. 
Međunarodni sustav mjernih jedinica (SI) i norma ISO 31-0, zahtijevaju postavljanje razmaka između brojke i simbola postotka.
U pisanim tekstovima znak % općenito znači "dijelova u sto".

## Povezane jedinice
- Promil
- ppm

## Vanjske poveznice
- Računanje postotka
- percent-change.com
- Express learning - percentages